# I MISSED "THE SHOCK"
〈I MISSED "THE SHOCK"〉는 일본의 여가수 나카모리 아키나(中森明菜)의 22번째 싱글로 1988년 11월 1일에 발매되었다. (EP: 07L7-4030, 8cmCD: 10L3-4030) 작사와 작곡은 후쿠시 쿠미코(福士久美子, 필명 QUMICO FUCCI)가, 편곡은 록밴드 EUROX가 담당하였고 워너 파이오니어의 레이블로 출시되었다. B사이드곡은 〈BILITIS〉로, 작사는 교 에이코(許瑛子)가, 작곡은 요시미 아키히로(吉実明宏)가, 편곡은 다케베 사토시(武部聡志)가 도맡았다. 이 싱글로 나카모리의 총 싱글 판매수가 1000만장을 돌파하였다. 1988년 11월 21일, 오리콘 주간 싱글 차트에 3위로 처음 올라온 이후 11월 28일까지 2주 연속 3위를 달성하였다. 그러나 이전 싱글곡과는 달리 차트의 정상을 차지하진 못했고 〈서던 윈드〉에서부터 이어진 15 싱글곡 연속 1위의 기록도 이 곡의 차트 부진으로 끝을 고했다. 차트 톱100을 총 16주간 지켰고, 1988년 오리콘 연간 싱글 차트 57위, 다음해인 1989년 오리콘 연간 싱글 차트 53위를 기록했다.

## 수록곡
| #            | 제목                         | 작사         | 작곡            | 편곡          | 재생 시간 |
| ------------ | ---------------------------- | ------------ | --------------- | ------------- | --------- |
| 1.           | 〈〈I MISSED "THE SHOCK"〉〉 | QUMICO FUCCI | QUMICO FUCCI    | EUROX         | 4:09      |
| 2.           | 〈〈BILITIS〉〉              | 교 에이코    | 요시미 아키히로 | 다케베 사토시 | 4:20      |
| 총 재생 시간 | 총 재생 시간                 | 총 재생 시간 | 총 재생 시간    | 총 재생 시간  | 8:29      |

## 수상
- 제21회 일본유선대상 - 유선음악상
- 제21회 전일본유선방송대상 (연간) - 우수스타상
- 제17회 FNS가요제 - 최우수가창상, 우수가요음악상

## 발매 일정
| 버전                              | 일정             | 레이블         | 포맷                              |
| --------------------------------- | ---------------- | -------------- | --------------------------------- |
| 〈I MISSED "THE SHOCK"〉          | 1988년 11월 1일  | 워너 뮤직 재팬 | EP (07L7-4030), 8cmCD (10L3-4030) |
| 〈I MISSED "THE SHOCK"〉          | 1988년 12월 10일 | 워너 뮤직 재팬 | CT (10L5-4030)                    |
| 〈I MISSED "THE SHOCK"〉 (재발매) | 1998년 11월 26일 | 워너 뮤직 재팬 | 12cmCD (WPC6-8679)                |
| 〈I MISSED "THE SHOCK"〉 (재발매) | 2008년 11월 12일 | 워너 뮤직 재팬 | 디지털 다운로드                   |